# Ononis ramosissima
Ononis ramosissima é uma espécie de planta com flor pertencente à família Fabaceae. 
A autoridade científica da espécie é Desf., tendo sido publicada em Flora Atlantica 2: 142, pl. 186. 1799.
O seu nome comum é joina-das-areias.

## Portugal
Trata-se de uma espécie presente no território português, nomeadamente os seguintes táxones infraespecíficos:
- Ononis ramosissima var. gracilis - presente em Portugal Continental. Em termos de naturalidade é nativa da região atrás referida. Não se encontra protegida por legislação portuguesa ou da Comunidade Europeia.
- Ononis ramosissima var. ramosissima - presente em Portugal Continental. Em termos de naturalidade é nativa da região atrás referida. Não se encontra protegida por legislação portuguesa ou da Comunidade Europeia.